# (172034) 2001 WR1
2001 دابليو أر 1 (ويعرف أيضًا باسم (172034) 2001 دابليو أر 1 وفق تسمية الكوكب الصغير) (بالإنجليزية: 2001 WR1)‏ هو كويكب ضمن حزام الكويكبات؛ وترتيبه 172034 من حيث الاكتشاف.
اكتُشف هذا الجُرم الفلكي بواسطة بحث لنكولن عن الكويكبات القريبة من الأرض في 17 نوفمبر 2001.

## وصلات خارجية
- (172034) 2001 WR1 في قاعدة بيانات مختبر الدفع النفاث لأجرام النظام الشمسي الصغيرة

- الاكتشاف · مخطط المدار ·  العناصر المدارية · المعلمات المادية

- (172034) 2001 WR1 على موقع ويكي سكاي: DSS2, SDSS, GALEX, IRAS, Hydrogen α, X-Ray, Astrophoto, Sky Map, Articles and images